# 城夏子
城 夏子（じょう なつこ、1902年5月5日 - 1995年1月13日）は、日本の作家。
和歌山県西牟婁郡周参見町（現・すさみ町）出身。本名・福島静。和歌山県立和歌山高等女学校（現・和歌山県立桐蔭中学校・高等学校）卒。在学中から少女小説を書き、1924年『薔薇の小径』を刊行。『女人藝術』『婦人戦線』などに小説を発表。戦後は少女小説や童話を書く。

## 著書
- 白い貝殻 啓松堂 1933
- 歓びの書 時代社 1941
- あこがれ 弘学社 1942
- 北方の果物 黒髪社 1943
- 不幸な恋人 文海堂書店 1947.5
- 花束 文祥堂 1948
- 女性の手紙の書き方 大泉書店 1950
- 母星子星 ポプラ社 1953
- 尾崎紅葉 明治文壇の巨星 ポプラ社 1953 （偉人伝文庫）
- みどりの星座 ポプラ社 1954
- 野ばらの歌 ポプラ社 1954
- 愛と青春の手紙 大泉書店 1955 （入門百科叢書）
- わたしの抒情文芸散歩 久保書店 1965 （抒情選書）
- 毬をつく女 佼成出版社 1966
- 美しき花ものがたり 三笠書房 1969
- 美しき愛ものがたり 三笠書房 1969
- 恋する女たち 三笠書房 1972
- 薔薇の小筐 読売新聞社 1972
- 朱紫の館 文化出版局 1972
- 桃花流水 大和書房 1973
- おてんば七十歳 講談社 1974
- 薔薇の花の長い服 東京新聞出版局 1975.7
- 水上の音楽 講談社 1975
- 六つの晩年 講談社 1978.10
- 林の中の晩餐会 講談社 1981.11
- 聡明な女性のための晩年学 潮出版社 1983.3 のち文庫
- 愉しみ上手老い上手 海竜社 1984.7
- また杏色の靴をはこう 早川茉莉編 河出書房新社 2006.7

## 翻訳
- 少女レベッカ ウィギン 偕成社 1964 （少女世界文学全集）
- 母の肖像 パール・バック 偕成社 1968 （少女世界文学全集）